# Ctenomorpha marginipennis
Ctenomorpha marginipennis är en insektsart som beskrevs av Gray, G.R. 1833. Ctenomorpha marginipennis ingår i släktet Ctenomorpha och familjen Phasmatidae. Inga underarter finns listade i Catalogue of Life.